# Prix du meilleur jeune économiste de France
Der prix du meilleur jeune économiste de France ist ein französischer Preis, der seit 2000 alljährlich durch die Zeitung Le Monde und den Cercle des économistes an einen französischen Ökonomen „der anerkanntes Fachwissen mit einer Teilnahme an der öffentlichen Debatte verbunden hat“. In der Geschichte des Preises kam es allerdings mehrmals vor, dass der Preis mehreren Ökonomen gleichzeitig verliehen wurde. Der Preis ist als Gegenstück zu der durch die American Economic Association vergebenen prestigeträchtigen John Bates Clark Medal gedacht.

## Auswahlverfahren
Die Ankündigung der Öffnung der Bewerbungen auf den Preis wird durch Le Monde durchgeführt. Die Mitglieder des Cercle des économistes erstellen daraufhin eine Bewerberliste, prüfen deren Forschungsarbeiten und treffen eine erste Auswahl. Nach weiterer Diskussion mit den Wirtschaftsjournalisten von Le Monde wird der Gewinner ausgewählt und erhält 3000 Euro Preisgeld von Le Monde. Die Forschungsarbeiten des Preisgewinners werden daraufhin in einer Sonderausgabe des Wirtschaftsteils von Le Monde vorgestellt, zusammen mit denen der übrigen Nachwuchsökonomen, die es in die engere Auswahl geschafft hatten. Schließlich wird der Preis dem Gewinner im Rahmen einer Zeremonie im Sénat durch eine bekannte Persönlichkeit aus der Wirtschaft oder Wirtschaftsforschung überreicht.

## Preisträger
Hinter dem Namen der Preisgewinner sind die Nominierten aufgeführt.
- 2025: Antonin Bergeaud[1]
- 2024: Alexandra Roulet (Fanny Henriet, Antonin Bergeaud, Benjamin Marx)[2]
- 2023: Julia Cagé, Vincent Pons[3] (Pierre Boyet, Mathieu Renaert, Pauline Rossi)
- 2022: Eric Monnet[4] (Clément de Chaisemartin, Clément Malgouyres, Alexandra Roulet)
- 2021: Xavier Jaravel[5] (Aurélie Ouss, Vincent Pons, Josselin Thuilliez)
- 2020: Isabelle Méjean[6] (Virgile Chassagnon, Xavier Jaravel, Eric Monnet)
- 2019: Stefanie Stantcheva[7] (Thomas Breda, Julia Cagé, Mathieu Couttenier)
- 2018: Gabriel Zucman (Xavier Chojnicki, David Hémous, Stefanie Stantcheva)[8]
- 2017: Antoine Bozio (Nicolas Baumard, Isabelle Méjean, Thomas Chaney)[9]
- 2016: Camille Landais (Grégory Ponthière, Marc Ferracci, Nicolas Cœurdacier)[10]
- 2015: Pascaline Dupas (Olivier Bargain, Édouard Challe, Luc Behaghel)[11]
- 2014: Augustin Landier (Antoine Bozio, Matthieu Bussière, Elise Huillery)[12]
- 2013: Emmanuel Farhi (Yann Bramoullé, Laurent Gobillon, Nicolas Jacquement)[13]
- 2012: Hippolyte d’Albis (Arnaud Costinot, Pascaline Dupas, Augustin Landier)[14]
- 2011: Xavier Gabaix (Etienne Lehmann, Guillaume Plantin, Mathias Thoenig)[15]
- 2010: Emmanuel Saez (Patricia Crifo, Alfred Galichon, Romain Rancière)[16]
- 2009: Yann Algan, Thomas Philippon (Emmanuel Farhi, Gaël Giraud)[17]
- 2008: Pierre-Olivier Gourinchas (Yann Algan, Philippe Choné, Thibault Gajdos)[18]
- 2007: David Thesmar (Xavier Debrun, Pierre-Olivier Gourinchas, Valérie Mignon)[19]
- 2006: Thierry Mayer, Étienne Wasmer (Fabien Postel-Vinay, Hélène Rey, Emmanuel Saez)[20]
- 2005: Esther Duflo, Elyès Jouini (Benoît Cœuré, Benoît Mojon)[21]
- 2004: David Martimort (Pierre-Yves Geoffard, Thierry Mayer, Etienne Wasmer)[22]
- 2003: Pierre-Cyrille Hautcoeur (Philippe Askenazy, Esther Duflo)[23]
- 2002: Philippe Martin, Thomas Piketty (Philippe Askenazy, Emmanuelle Auriol, Olivier Jeanne, Bernard Salanie)[24]
- 2001: Pierre Cahuc (Philippe Martin, Thomas Piketty, Bruno Biais, Marc Flandreau)[25]
- 2000: Agnès Bénassy-Quéré, Bruno Amable (Bernard Bensaïd, Bruno Biais, Pierre Cahuc, Marc Flandreau, Pierre-Cyrille Hautcœur, Thomas Piketty, Gilles Saint-Paul, Laurence Scialom)[26]